# Alejandro González Iñárritu
Alejandro González Iñárritu (phát âm tiếng Tây Ban Nha: [aleˈxandɾo ɣonˈsales iˈɲaritu], ih-NYAR-ee-too; sinh ngày 15 tháng 8 năm 1963) là một đạo diễn điện ảnh, nhà biên kịch, nhà sản xuất phim và nhà soạn nhạc người México. Ông là đạo diễn người Mexico đầu tiên được đề cử giải Oscar cho "Đạo diễn xuất sắc nhất" và Giải hiệp hội đạo diễn Hoa Kỳ cho "Đạo diễn nổi bật" trong Babel (2007).
Các phim của ông — Amores perros (2000), 21 Grams (2003), Babel (2006), Biutiful (2010). Birdman (2014) và The Revenant (2015)— nhận được sự hoan nghênh trên toàn thế giới và giành nhiều đề cử giải Oscar. Ông đã giành được ba giải Oscar năm 2015 cho "Đạo diễn xuất sắc nhất", "Kịch bản gốc hay nhất" và "Phim hay nhất" cho Birdman. Sau chiến thắng tại giải Oscar lần thứ 88 với The Revenant, ông là đạo diễn thứ 3 trong lịch sử liên tiếp giành giải "Đạo diễn xuất sắc nhất", sau John Ford và Joseph L. Mankiewicz.

## Thời thơ ấu
Alejandro González Iñárritu sinh tại thành phố Mexico, là con trai của gia đình Luz María Iñárritu và Héctor González Gama. Từng chu du khắp Đại Tây Dương trên một con thuyền hàng từ năm 16 tuổi, Iñárritu bôn ba làm việc dọc châu Âu và châu Phi năm 18 tuổi. Ông cho rằng những trải nghiệm du lịch khắp nơi từ khi còn trẻ đã gây nên nguồn cảm hứng lớn cho sự nghiệp làm phim sau này.

## Đời tư
Iñárritu kết hôn cùng Maria Eladia Hagerman, một biên tập viên và nhà thiết kế đồ họa. Cả hai từng mất một người con trai khi vừa lọt lòng vào giữa thập niên 1990. Họ có một người con trai và con gái.

## Sự nghiệp điện ảnh
| Năm  | Phim                                            | Đạo diễn | Sản xuất | Biên kịch | Ghi chú                            |
| ---- | ----------------------------------------------- | -------- | -------- | --------- | ---------------------------------- |
| 1996 | El Timbre                                       | Có       |          |           | Phim ngắn                          |
| 2000 | Amores perros                                   | Có       | Có       | Có        |                                    |
| 2001 | Powder Keg                                      | Có       | Không    | Có        | Phim ngắn; The Hire series for BMW |
| 2002 | Mexico                                          | Có       |          |           | Phim ngắn; 11'09"01 September 11   |
| 2003 | 21 Grams                                        | Có       | Có       | Có        |                                    |
| 2006 | Babel                                           | Có       | Có       | Có        |                                    |
| 2007 | ANNA                                            | Có       |          |           | Phim ngắn; Chacun son cinema       |
| 2008 | Rudo y Cursi                                    | Không    | Có       | Không     |                                    |
| 2010 | Biutiful                                        | Có       | Có       | Có        |                                    |
| 2012 | Naran Ja                                        | Có       |          |           | Phim ngắn                          |
| 2014 | Birdman or (The Unexpected Virtue of Ignorance) | Có       | Có       | Có        |                                    |
| 2015 | The Revenant                                    | Có       | Có       | Có        |                                    |